# 告白 (ゴスペラーズの曲)
「告白」（こくはく）は、ゴスペラーズ15作目のシングル。2000年12月6日にキューンミュージックから発売された。

## 解説
表題曲の「告白」は、テレビ朝日の情報番組『真夜中人魚〜Midnight Marmaide〜』のエンディングテーマとなっていた。
本曲の発売当時には、前作「永遠に」がチャート上位に徐々にランクインされていたため、2001年1月19日放送「ミュージックステーション」初出演時には、当作ではなく「永遠に」を歌唱していた。

## 収録曲
全編曲：K-Muto
1. 告白
  - 作詞：村上てつや、山田ひろし／作曲：村上てつや
2. Beginning
  - 作詞：安岡優／作曲：北山陽一、妹尾武
3. This Christmas
  - 作詞・作曲：Donny Pitts, Nadine Mckinnor